# Conclusie van repliek
De conclusie van repliek is in het Nederlands recht het processtuk waarmee de eiser (dit is degene die de civiele procedure heeft gestart door een dagvaarding uit te brengen tegen de gedaagde) kan reageren op de conclusie van antwoord (oftewel het verweer van de gedaagde tegen de dagvaarding). In de meeste civiele procedures wordt nadat de gedaagde heeft gediend van conclusie van antwoord een comparitie van partijen bevolen. In sommige zaken (vaak gaat het hier om complexe zaken) beveelt de rechter echter een "tweede schriftelijke ronde", waarmee wordt gedoeld op de conclusie van repliek en dupliek. 
De gedaagde kan vervolgens op de conclusie van repliek reageren door middel van een conclusie van dupliek.
Voor de duidelijkheid is dus de volgorde:
- Eiser laat de dagvaarding betekenen (ook wel conclusie van eis genoemd)[1]
- Gedaagde reageert met een conclusie van antwoord
- Eiser reageert met een conclusie van repliek
- Gedaagde reageert met een conclusie van dupliek